# Avatar 5
Avatar 5 és una propera pel·lícula èpica de ciència-ficció coescrita, coeditada, coproduïda i dirigida per James Cameron. Serà la seqüela d'Avatar 4 del 2029 i la cinquena entrega de la franquícia Avatar. Estarà protagonitzada per Sam Worthington i Zoe Saldaña, entre d'altres del repartiment original, repetint els seus papers. El guió està escrit per James Cameron i Shane Salerno. La pel·lícula s'estrenarà el 22 de desembre de 2031 per 20th Century Studios.

## Producció
El rodatge de les quatre seqüeles havia de començar simultàniament el 25 de setembre de 2017 a Manhattan Beach, Califòrnia, però Cameron va revelar que el rodatge dels dies 4 i 5 començaria després de la postproducció de les dues primeres seqüeles.
Malgrat els plans per a Avatar 5, Cameron va comentar que la pel·lícula es podia cancel·lar juntament amb Avatar 4 si Avatar: El sentit de l'aigua no tenia la resposta esperada, així estava perparat per acabar la història de la saga amb Avatar 3. El gener de 2023, Cameron va confirmar que, després de la bona rebuda d'Avatar: El sentit de l'aigua, Avatar 4 i 5 es produiran.